# Scalinata del re d'Aragona

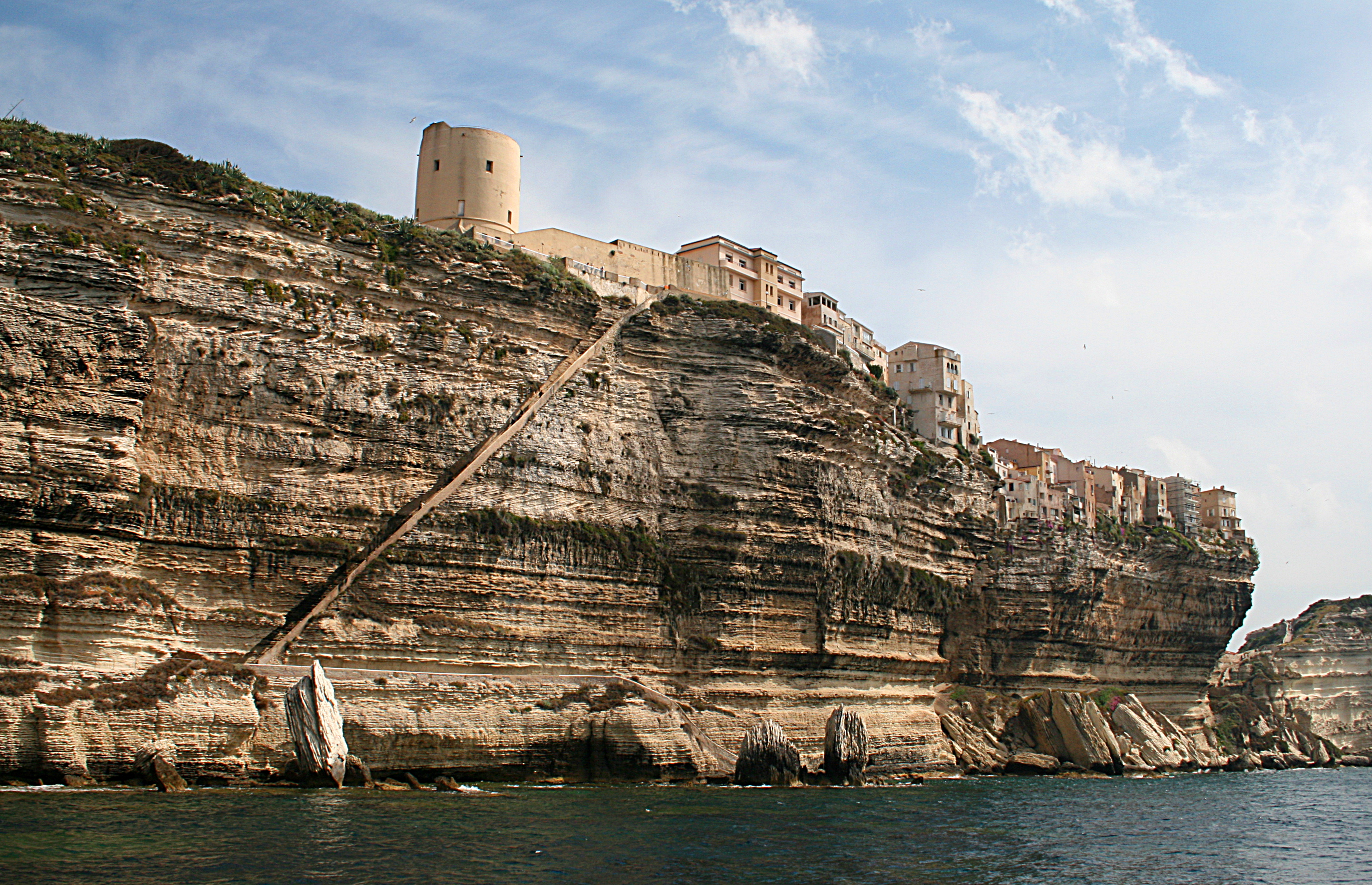
La Scalinata del re d'Aragona vista dal mare

La Scalinata del re d'Aragona (in francese Escalier du Roi d'Aragon, in corso Scali di u rè d'Aragona) è una delle attrattive turistiche della cittadina di Bonifacio in Corsica, tra i suoi faraglioni a picco sul mare.

## Localizzazione
La Scalinata del re d'Aragona si trova nel mar Mediterraneo, più precisamente presso la punta più meridionale della Corsica, affacciata sulle Bocche di Bonifacio, che la separano dalla Sardegna.
Vista dal mare, si presenta come una scalinata molto ripida, soprattutto nella parte vicina ai faraglioni.

## Storia
Tagliato direttamente dall'uomo nella roccia calcarea bonifacina, questa scalinata è composta da 189 scalini, che hanno circa un'inclinazione di circa 45°.
Secondo la leggenda, venne costruita in una sola notte dalle truppe del re d'Aragona Alfonso V il magnanimo quando tentarono di occupare Bonifacio nel 1420 per garantirsi l'approvvigionamento d'acqua. Molto più probabile invece, che sia stata costruita dai monaci francescani, sempre per la stessa motivazione.